# Bargas
Bargas és un municipi de la província de Toledo, a la comunitat autònoma de Castella la Manxa. Limita amb Villamiel de Toledo, Camarenilla, Recas, Yunclillos, Olías del Rey, Toledo i Rielves.

## Demografia
| 1996  | 1998  | 1999  | 2000  | 2001  | 2002  | 2003  | 2004  | 2005  | 2006  | 2007  | 2021   |
| ----- | ----- | ----- | ----- | ----- | ----- | ----- | ----- | ----- | ----- | ----- | ------ |
| 6.608 | 6.639 | 6.638 | 6.816 | 6.980 | 7.078 | 7.333 | 7.544 | 7.726 | 7.963 | 8.202 | 10.611 |

## Administració
| Període      | Nom de l'alcalde/-essa     | Partit polític | Data de possessió |
| ------------ | -------------------------- | -------------- | ----------------- |
| 1979 - 1983  | Jesús Herrera Peña         | PSOE           | 19/04/1979        |
| 1983 - 1987  | Francisco Pleite Rodríguez | PCE            | 28/05/1983        |
| 1987 - 1991  | Eugenio Rodríguez Pérez    | PP             | 30/06/1987        |
| 1991 - 1995  | Luis M. Seguí Pantoja      | PSOE           | 15/06/1991        |
| 1995 - 1999  | Luis M. Seguí Pantoja      | PSOE           | 17/06/1995        |
| 1999 - 2003  | Gustavo Figueroa Cid       | PSOE           | 03/07/1999        |
| 2003 - 2007  | Gustavo Figueroa Cid       | PSOE           | 14/06/2003        |
| 2007 - 2011  | Gustavo Figueroa Cid       | PSOE           | 16/06/2007        |
| 2011 - 2015  | n/d                        | n/d            | 11/06/2011        |
| 2015 - 2019  | n/d                        | n/d            | 13/06/2015        |
| 2019 - 2023  | n/d                        | n/d            | 15/06/2019        |
| Des del 2023 | n/d                        | n/d            | 17/06/2023        |